# Georg Kuphaldt

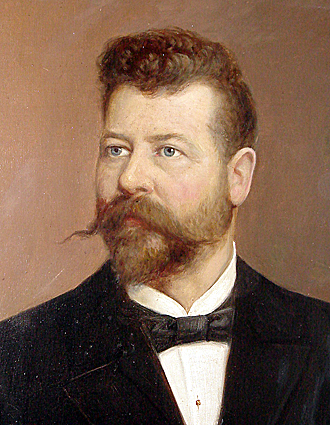
Porträt von Georg Kuphaldt (Ölgemälde)

Georg Friedrich Ferdinand Kuphaldt (* 6. Juni 1853 in Plön, Herzogtum Holstein; † 14. April 1938 in Berlin) war ein deutscher Gartenarchitekt. Er gilt als der bedeutendste Gartenarchitekt des Russischen Reiches vor dem Ersten Weltkrieg.

## Leben
Als eines von vier Kindern des Gymnasiallehrers Hans Hinrich Kuphaldt und dessen Frau Dorothea Bollwitte wurde Georg Kuphaldt 1853 im holsteinischen Plön geboren. Nach seiner Gymnasialzeit absolvierte er von 1871 bis 1873 eine Gärtnerlehre im Eutiner Hofgarten bei Hermann Roese. Weitere Lehrjahre folgten 1873/1874 am Pomologischen Institut in Reutlingen. Nach einer Gehilfenzeit in Trier und im Zoologischen Garten in Köln besuchte er von 1876 bis 1878 die Königliche Gärtnerlehranstalt am Wildpark bei Potsdam. Nach erfolgreich bestandenem Examen wurde Georg Kuphaldt am 1. April 1878 Kreisobergärtner in der Ostprignitz.
Im Alter von 27 Jahren erhielt er mit der Ernennung zum Stadtgartendirektor von Riga die wohl ehrenvollste Aufgabe seiner Schaffensperiode. In den folgenden 34 Jahren leitete er den Aufbau der neu eingerichteten städtischen Gartenverwaltung und gestaltete ein Grünsystem, das in seinen Strukturen bis heute erhalten geblieben ist. Dazu gehörte 1881 die Erweiterung des Wöhrmannschen Gartens, dem ältesten Park der Stadt Riga, oder auch des Kaiserwalds. Zwischen 1880 und 1914 war Georg Kuphaldt an der Planung nahezu aller Parkanlagen beteiligt, die in Russland für den kaiserlichen Hof von St. Petersburg geschaffen wurden. Zu den bekanntesten Werken Kuphaldts gehören die Gärten am Winterpalais und Oranienbaum in St. Petersburg sowie die Anlagen in Nischni Nowgorod, in Dagomis bei Sotschi (Schwarzes Meer), in Zarskoje Selo (Puschkin) und in Kadriorg (deutsch Katharinenthal) bei Tallinn (deutsch Reval).
Mit diesen Referenzen empfahl sich Georg Kuphaldt für die Planung weiterer Parkanlagen wie beispielsweise die Koenigschen Güter in Scharowka (Schariwka) und Blücherhof. Weitere bekannte Parks im baltischen Raum, die von Kuphaldt wesentlich geprägt wurden, befinden sich in Cīrava (Zirau), Žagarė, Kehtna (Kechtel), Lohu (Loal), Olustvere (Ollustfer), Visusti (Wissust), Polli (Pollenhof), beim Herrenhaus des Rittergutes Ruhmen und am Schloss von Oru (Toila); in Liepāja (Libau) liegt der heute noch beliebte Jūrmala-Park.
Nicht nur beruflich, sondern auch privat wurde Riga zum Mittelpunkt im Leben Georg Kuphaldts. Am 17. November 1884 heiratete er Martha Kroepsch und auch seine fünf Kinder (Dora, Erika, Ingeborg, Hermann, Hans) wurden hier geboren. Der Ausbruch des Ersten Weltkriegs beendete abrupt das künstlerische Schaffen Kuphaldts im Russischen Reich. Die Mitgliedschaft im Deutschen Flottenverein und ein astronomisches Teleskop in seinem Privathaus genügten den russischen Behörden als Gründe, ihn der Spionage und des Hochverrats zu bezichtigen. Nach fünfmonatiger Inhaftierung wurde Georg Kuphaldt nach Deutschland abgeschoben.
Aufgrund seiner Reputation fand Georg Kuphaldt im August 1915 wieder Anstellung als stellvertretender Städtischer Garteninspektor in der damals selbständigen Landgemeinde Steglitz und war für die Dauer des Kriegs Dozent an der Gärtnerlehranstalt Dahlem. Bevor er im Alter von 70 Jahren pensioniert wurde, entstanden unter seiner Regie noch die Anlagen des Rosengartens im Stadtpark Steglitz (1917) und auf dem Breitenbachplatz. Noch im Ruhestand unterstützte Georg Kuphaldt die dendrologische Kartierung von Parkanlagen in Berlin und er referierte vor verschiedenen Fachgremien. Sein Wissen fasste er 1927 in seinem bekanntesten Werk Die Praxis der angewandten Dendrologie in Park und Garten zusammen.

## Familie
Georg Kuphaldts Tochter Erika (* 9. November 1891 in Riga; † 24. November 1981 in Aachen) betrieb von etwa 1932 bis 1956 ein Foto-Atelier in Aachen. Im Jahr 1933 fertigte sie auch ein Porträt von Anne Frank mit ihrer Schwester Margot an. Erika Kuphaldt war mit dem Philosophen Peter Mennicken verheiratet.

## Schriften
- Die Parkanlagen in Scharowka. In: Die Gartenkunst 11 (2009), S. 201–204 (mit Plänen, Digitalisat im Internet Archive)